# Angelina Geisler
Angelina Geisler (* 25. April 1986  in Salzgitter) ist eine deutsche Schauspielerin und Synchronsprecherin.

## Werdegang
Angelina Geisler besuchte für ihr Schauspielstudium von 2007 bis 2010 die Berliner Schauspielschule „Der Kreis“. Bereits während ihres Studiums hatte sie Auftritte in verschiedenen Kurzfilmen und drehte 2008 für den Episodenfilm Deutschland 09. Es folgten Engagements in den Kinofilmen Gib mir nur ein Jahr und Das Fürstentum, ehe sie ab 2012 in der Fernsehserie Gute Zeiten, schlechte Zeiten zu sehen war. Neben ihrer Tätigkeit als Schauspielerin für Film, Fernsehen und die Theaterbühne ist Geisler auch als Voice-over- sowie Synchronsprecherin aktiv. Erste Sprechrollen erhielt sie in The Secret Life of the American Teenager als Candy, Maid-sama als Erika und Pound Puppies – Der Pfotenclub als junge Tip. 2012 sprach sie US-Comedienne Amy Schumer in Auf der Suche nach einem Freund fürs Ende der Welt, die Zwillinge Nono und Nene in Blood-C sowie Lemmy in Winx Club. In Lou! lieh sie Solène ihre Stimme und in Wolverine sprach sie mit Mariko eine Hauptrolle.
Seit 2013 tritt Geisler vermehrt als Synchronschauspielerin für große Rollen in Erscheinung. In dem Musikfilm Can a Song Save Your Life? vertonte Geisler Rachel, in Storage Wars ist sie die Stimme von Mary Padian, in Pandora Hearts gab sie die Lotti und in Ein Abenteuer in Raum und Zeit sprach sie Carole Ann Ford. Hailee Steinfeld wurde von ihr bereits zweimal gesprochen, in Pitch Perfect 2 als Barden-Bella Emily und in Barely Lethal als Megan. In der Netflix-Serie Oonas und Babas Insel spricht sie seit 2015 die Hauptfigur Oona, in The Fosters Kiara und in Sofia die Erste – Auf einmal Prinzessin mimt sie Prinzessin Hildegard. 2016 ist sie in der 12-teiligen Anime-Serie Magic Kaito als Keiko Momoi zu hören.

## Synchronrollen (Auswahl)

### Filme
- 2011: Keeley Hazell als Sabrina in Like Crazy
- 2012: Amy Schumer als Lacey in Auf der Suche nach einem Freund fürs Ende der Welt
- 2013: Melissa Farman als Izzy in Nennt mich verrückt!
- 2015: Hailee Steinfeld als Megan Walsh in Secret Agency – Barely Lethal
- 2015: Madison Leisle als Golden Fang Tochter in Inherent Vice – Natürliche Mängel
- 2015: Hailee Steinfeld als Emily in Pitch Perfect 2
- 2022: Mia Goth als Mable in The House

### Serien
- 2012: Elizabeth Daily als Tip in Pound Puppies – Der Pfotenclub
- 2013: Katie Garfield als Carmela in The Finder
- 2014: Ayahi Takagaki als Doll in Black Butler: Book of Circus
- 2016: Dana Daurey als TV-Produzentin in American Horror Story
- 2016–2020: Kerris Dorsey als Bridget Donovan (2. Stimme) in Ray Donovan
- 2020: Madison Reyes als Julie Molina in Julie and the Phantoms
- 2022–?: Bahia Watson als Misty in My Little Pony - Mit Huf und Herz
- 2024: Olivia Sanabia als Serena Zawadski in Navy CIS
- 2024: Hinaki Yano als Nikola / Tesla in Quality Assurance in Another World